# Правителі Литви
Ця стаття є списком правителів Литви, що включає усіх правителів, та співправителів литовських державних утворень.

## Литовські князі
- Свелгат (Жвелгайт; ? — 1205) — перший литовський князь, що згадується в надійних історичних джерелах.

## Великі князі литовські

### Міндовги(1236—1285)
| Зображення | Ім'я                              | Роки Життя              | Правив Від | Правив До |
| ---------- | --------------------------------- | ----------------------- | ---------- | --------- |
|            | Міндовг, Великий князь Литовський | бл. 1203 — 1263         | 1236       | 1263      |
|            | Тройнат, Великий князь Литовський | бл.1210 — 1264          | 1263       | 1264      |
|            | Войшелк, Великий князь Литовський | бл.1225 — 1268 або 1269 | 1264       | 1267      |
|            | Шварно, Великий князь Литовський  | бл.1230 — 1269          | 1267       | 1269      |